# بيت نيلسن
بيت نيلسن (بالإنجليزية: Pete Nielsen)‏ هو سياسي أمريكي، ولد في 15 مارس 1938 في بورلي في الولايات المتحدة. حزبياً، نشط في الحزب الجمهوري. وقد انتخب عضو مجلس نواب ايداهو.